# Маякин, Алексей Степанович
Алексе́й Степа́нович Мая́кин (30 марта 1919 — 2 марта 2003) — Герой Советского Союза, командир взвода полковой разведки. Капитан; на момент присвоения звания Героя Советского Союза — старший лейтенант.

## Биография
Алексей Степанович Маякин родился в деревне Силинский Майдан ныне Шатковского района Нижегородской области в бедной крестьянской семье. Был младшим из четверых детей. В 1922 году скончался его отец, и старшим детям пришлось наниматься на разные работы. В 1927 году Алексей Маякин пошёл в начальную школу. Когда он окончил 4 класса, мать заставила его повторно учиться в 4-м классе. В 1932 году он пошёл в 5-й класс в школу соседней деревни, но с наступлением холодов был вынужден бросить учёбу. В начале 1933 года скончалась мать, и Алексею пришлось наниматься на работу подпаском. В 1936 году Алексей Маякин устроился работать письмоносцем в колхоз, в дальнейшем работал ездовым. В 1937 году он с братом поехал на заработки в город Сталинабад, но сильно заболел и был вынужден вернуться на родину.
В 1939 году Алексей Маякин был вызван на призывной пункт, но при осмотре был забракован ввиду малого роста. Тем не менее, Маякин настоял, чтобы его призвали в Красную Армию. 21 сентября 1939 года он был призван Шатковским военкоматом и направлен служить в 1-ю Краснознамённую армию на Дальнем Востоке. После окончания полковой школы в июне 1940 года он в звании сержанта был назначен командиром отделения.
С началом Великой Отечественной войны Алексей Маякин был назначен помощником командира взвода. На фронте с начала ноября 1941 года, боевое крещение принял 6 ноября 1941 года в битве под Москвой на малоярославецком направлении. К тому времени он исполнял обязанности командира взвода пешей разведки. Одним из первых боевых заданий было проникнуть в тыл противника и захватить языка. В ходе операции был захвачен повар одной из немецких частей со списками солдат, которых он должен был кормить.
В середине ноября 1941 года Алексей Маякин был ранен и отправлен на лечение в госпиталь. После выздоровления в марте 1942 года был направлен на Калининский фронт в 130-ю отдельную стрелковую бригаду. Там он был назначен помощником командира взвода пешей разведки. В апреле 1942 года в боях на ржевском направлении Алексей Маякин вновь был ранен и до мая 1942 года лечился в армейском эвакопункте.
После выздоровления он был направлен на двухмесячные курсы младших лейтенантов и после окончания ему было присвоено звание лейтенант.
После возвращения в строй Алексей Маякин был назначен заместителем командиры роты 609-го стрелкового полка. Участвовал в освобождении 22 населённых пунктов на ржевском направлении. 15 августа вновь был ранен. После излечения получил назначение на должность командира взвода пешей разведки. В боях при освобождении левобережья Волги и захвате плацдарма на правобережье Алексей Маякин получил лёгкие осколочные ранения в лицо, руки и ноги.
В январе 1943 года дивизия, в которой служил Маякин, была переброшена в район Старой Руссы. В боях по окружению Спасо-Демянской группировки противника Маякин вновь был ранен. После излечения он был направлен на курсы усовершенствования командного состава, по окончании которых находился в офицерском резерве. В декабре 1943 года он получает назначение на должность командира взвода разведывательной роты 290-й стрелковой дивизии, а в апреле 1944 года назначен командиром взвода пешей разведки 878-го стрелкового полка. В феврале 1944 года полк под командованием майора М. Г. Хомуло находился в обороне, противник неоднократно пытался выбить полк с занимаемых позиций. С марта 1944 года полк, как и остальные части Красной Армии, занимался подготовкой к летнему наступлению. Проводилось доукомплектование личным составом, вооружением. Операция по освобождению Белоруссии получила название «Багратион».
Эта операция началась в ночь с 22 на 23 июня 1944 года бомбёжкой тылов и позиций противника. 878-й полк действовал на могилёвском направлении и в первый же день боёв продвинулся на 8 километров, форсировав при этом реку Проня. На следующий день предстояло форсировать приток реки Проня реку Бася. На противоположном берегу находились укрепления противника. Алексею Маякину было дано задание проникнуть в тыл противника и нанести удар. А затем следовало выйти к бродам на реке и отрезать противнику пути к отступлению. Задача была выполнена. 26 июня 1944 года разведчики взвода атаковали сильный укреплённый пункт противника в деревне Хорошки Могилёвской области. В 1,5 км от деревни проходило шоссе из Могилёва, и противник не собирался сдавать позиции, пока по шоссе не пройдут отступающие войска. Разведчикам удалось захватить несколько дзотов, но противник пустил против них танки и самоходки. Разведчикам пришлось отойти, сковав часть сил противника, что позволило 3-му батальону под командованием капитана Юрия Двужильного атаковать деревню. В бою за деревню погибло 36 человек, в том числе командир батальона и начальник полковой артиллерии.
В этих боях полк понёс тяжёлые потери, но продолжал наступление. 27 июня 1944 года полк вышел к Днепру севернее Могилёва и на подручных средствах форсировал реку. В боях за Могилёв взводу Маякина была поставлена задача проникнуть в город и провести разведку. Разведчики обнаружили, что здание оперного театра усиленно охраняется и, предположив, что в нём находится немецкий штаб, доложили об этом командованию. Маякин возглавил группу, состоявшую из его разведвзвода, стрелкового взвода и двух танков, и атаковал театр. Вскоре театр был захвачен, среди взятых пленных оказались 2 генерала. Ночью разведчики захватили немецкие склады и много пленных. 28 июня гарнизон Могилёва прекратил сопротивление. За подвиги, совершённые при освобождении города, Алексей Маякин был награждён орденом Красной Звезды.
16 июля 1944 года, преследуя отступающего противника, полк вышел к Гродно. В течение нескольких дней полк вёл за город тяжёлые бои с оборонявшимся противником. В этих боях Алексей Маякин был легко ранен.
В канун Нового года Алексей Маякин был отправлен с взводом на территорию Восточной Пруссии. 1 января 1945 года он вернулся с задания, доставив в штаб полка двух пленных. В боях на территории Восточной Пруссии Алексей Маякин отличился 5 февраля в лесном массиве Вормдит-Терштадтвальд, уничтожив со своим взводом миномётную и артиллерийскую батареи и захватив пленных. 7 февраля 1945 года у реки Древенц полк попал под фланговый удар противника. Алексей Маякин со своим взводом и группой сапёров проник в тыл противника и забросал его позиции противотанковыми гранатами. Было уничтожено 30 солдат противника, захвачено 5 пленных, бронетранспортёр, пулемёты, стрелковое оружие. За этот бой Алексей Маякин был представлен к званию Героя Советского Союза.
Звание Героя Советского Союза Алексею Маякину было присвоено 19 апреля 1945 года.
В дальнейшем Алексей Маякин участвовал в боях под Франкфуртом-на-Одере, последний бой принял 3 мая 1945 года на Эльбе.
В 1946 году Алексей Маякин в звании капитана демобилизовался. Уехал в Горький, работал на заводе «Красное Сормово» плановиком судомонтажного цеха, старшим диспетчером в 3-м судокорпусном цехе. Был награждён медалью «За трудовую доблесть».
В сентябре 1951 года по личному желанию был призван в кадры Военно-Морских Сил на должность командира монтажно-технического взвода, затем роты 1156-го отдельного монтажно-технического батальона. Во время службы он два года обучался в 25-й средней школе рабочей молодёжи города Ленинграда (Санкт-Петербург) и в 1954 году с отличными оценками по всем предметам окончил 7 классов. В мае 1956 капитан Маякин уволен в запас по болезни.
Вернулся на завод. Работал газорезчиком в 3-м судокорпусном цехе, оператором газорезки установки непрерывной разливки стали мартеновского цеха. С 1971 года работал судосборщиком. Был членом горкома партии. С октября 1969 года Маякин — пенсионер по возрасту. Но работал он до 1975 года, когда ему назначили персональную пенсию союзного значения.
Жил в городе Нижний Новгород. Умер 2 марта 2003 года. Похоронен на Ново-Сормовском кладбище в Нижнем Новгороде.

## Память
В мае 2005 года в Сормовском районе Нижнего Новгорода, на доме № 8а по улице Ефремова, в котором последние годы жил А. С. Маякин, установлена мемориальная доска.

## Награды
- Медаль «Золотая Звезда»;
- орден Ленина;
- орден Красного Знамени;
- орден Александра Невского;
- два ордена Отечественной войны 1 степени;
- орден Красной Звезды;
- медали.